# Chan Chan
Chan Chan je najveći pretkolumbovski grad u Južnoj Americi. Ovaj, danas tek arheološki lokalitet, nalazi se u peruanskom dijelu područja La Libertad, 5 km zapadno od grada Trujillo. Ovaj prostrani grad, izgrađen adobe tehnikom gradnje, je izgrađen oko 850. godine za vrijeme civilizacije Chimú, prijelaznog kraljevstva između civilizacija Moche i Inke, od kojih posljednji osvajaju Chan Chan 1470. godine. Chan Chan je bio prijestolnica Chimúa i pretpostavlja se da je na vrhuncu moći u gradu živjelo oko 30.000 ljudi.
Zbog svojih jedinstvenih ukrasa i urbanizacije, Chan Chan je upisan na UNESCO-ov popis mjesta svjetske baštine u Americi 1986. godine, a zbog prirodne erozije koja je uništavala vrijednu adobe arhitekturu odmah je dospio i na popis ugroženih mjesta svjetske baštine Ovom području tradicionalno prijete i česti potresi, ali i pljačkaši.

## Povijest
Civilizacija Chimu je zamijenila Moche oko 1200. godine, i njihovo kraljevstvo se prostiralo u dolini Moche, od zaljeva Guayaquíl na sjeveru do područja Pramonga na jugu. U ovom suhom području rijeka koja je tekla kanalom dugim 80 km je bila od presudnog značaja. Zahvaljujući kompleksnoj mreži kanala za navodnjavanje ona je navodnjavala cijelo područje u blizini grada Chan Chan.
Chimu kraljevstvo je doseglo svoj vrhunac u 15. stoljeću. Nedugo potom, oko 1470. godine, je kralj Inka, Tupac Yupanqui, zatočio kraja Chimua, Minchancamana, u svojoj prijestolnici Cuzcou. Kraljević Chumun Caur je nastavio vladati sjevernim područjem Chimua, ali je njegovo kraljevstvo bilo slabo i razjedinjeno. Nekih 60 godina kasnije Chimui su velikodušno primili španjolske konkvistadore pod vodstvom F. Pizarra koji su u blizini Chan Chana podigli grad koji je nazvan prema Pizarrovom rodom mjestu u Španjolskoj, Trujillo.
Ruine Chan Chana su opustošili španjolski tragači za zlatom, što je nastavljeno sve do današnjih dana. Suvremeni pljačkaši se nazivaju huaqueros. Ovo područje je pored pljačkaša privuklo i mnoge putnike, povjesničare i arheologe. Španjolac Baltazar Martinez de Compañon je već između 1755. i 1785. nacrtao jednostavni plan njegovih ruina. Čak i danas, usprkos istraživanju Harvardskog sveučilišta pod vodstvom Michaela E. Moseleya 1969. godine, ovoaj lokalitet ostaje malo istražen. No, zbog ubrzane erozije lokaliteta i poroznosti građevinskog materijala, mnoge od najznamenitijih građevina su potpuno nestale.

## Odlike
Chan Chan pokriva područje od oko 20 km², dok njegovo gusto naseljo središte ima površinu od 6 km². Cijelo područje ima izrazito strogu geomatrijsku organizaciju koja odražava vladajuću hijerarhiju. Grad je podijeljen na devet kvadratičnih područja visokim i debelim adobe zidinama poznatih kao citadele ili palače. Svaka citadela je bila samostalna urbana cjelina s nekoliko prostora poput trgova koji su imali nepoznatu ceremonijalnu ulogu. Bili su okruženi hramovima, nastambama, skladištima, kuhinjama, rezervoarima vode, povrtnjacima, vrtovima, pogrebnim platformama, grobljima, itd. Njihovi adobe zidovi su bili ukrašeni frizovima apstraktnih, antropomorfnih i zoomorfnih oblika koji danas daju posebnu privlačnost njihovim ruinama.
Izvan devet citadela pronađena su industrijska područja na zapadu i istoku. Glavna djelatnost u njima je bilo drvodeljstvo, vez i obrada srebra i zlata. Područje daleko na istoku je, sudeći prema ostacima sustava navodnjavanja, bilo poljoprivredno područje, ali su tu pronađeni i neki hramovi.
- Ukrašeni zid glavnog trga
- Reljefni friz riba
- Detalj
- Friz ratnika
- Oštećene "mrežaste" zidine

## Vanjske poveznice
- History Channel Classroom: Chan Chan (engl.) Posjećeno 24. ožujka 2011.
- Chan Chan - info
- Chan Chan - Chimu's Desert City (Flash)  Arhivirana inačica izvorne stranice od 3. ožujka 2016. (Wayback Machine) (engl.) Posjećeno 24. ožujka 2011.